# Дороватица
Дороватица — река в России, протекает в Вологодской области, в Тотемском районе. Устье реки находится в 2 км по левому берегу реки Михалица. Длина реки составляет 12 км.
Исток реки расположен в болотах в 8 км к северо-востоку от села Великий Двор. На всём протяжении Дороватица течёт по заболоченному лесу, генеральное направление течения сначала — север, затем северо-запад. Населённых пунктов на реке нет. Дороватица впадает в Михалицу за 2 км до впадения самой Михалицы в Печеньжицу.

## Данные водного реестра
По данным государственного водного реестра России относится к Двинско-Печорскому бассейновому округу, водохозяйственный участок реки — Северная Двина от начала реки до впадения реки Вычегда, без рек Юг и Сухона (от истока до Кубенского гидроузла), речной подбассейн реки — Сухона. Речной бассейн реки — Северная Двина.
Код объекта в государственном водном реестре — 03020100312103000007988.